# Tottori
Tottori (japanisch 鳥取市, -shi) ist eine Großstadt und Verwaltungssitz der gleichnamigen Präfektur Tottori im südlichen Teil von Honshū, der Hauptinsel von Japan.

## Geographie
Tottori liegt in der Nähe der Küste zum Japanischen Meer an der Mündung des Sendai-Flusses.

## Geschichte
Tottori ist ein Teil der früheren Provinz Inaba.
Der Ortsname „Tottori“ wird im Wamyō Ruijushō,
einem Schriftzeichen-Wörterbuch aus der Heian-Periode, erwähnt.
Tottori ist eine alte Burgstadt, in der zuletzt ein Zweig der Ikeda mit einem beträchtlichen Einkommen von 320.000 Koku residierten. Reste der Burg Tottori sind erhalten.

## Sehenswürdigkeiten

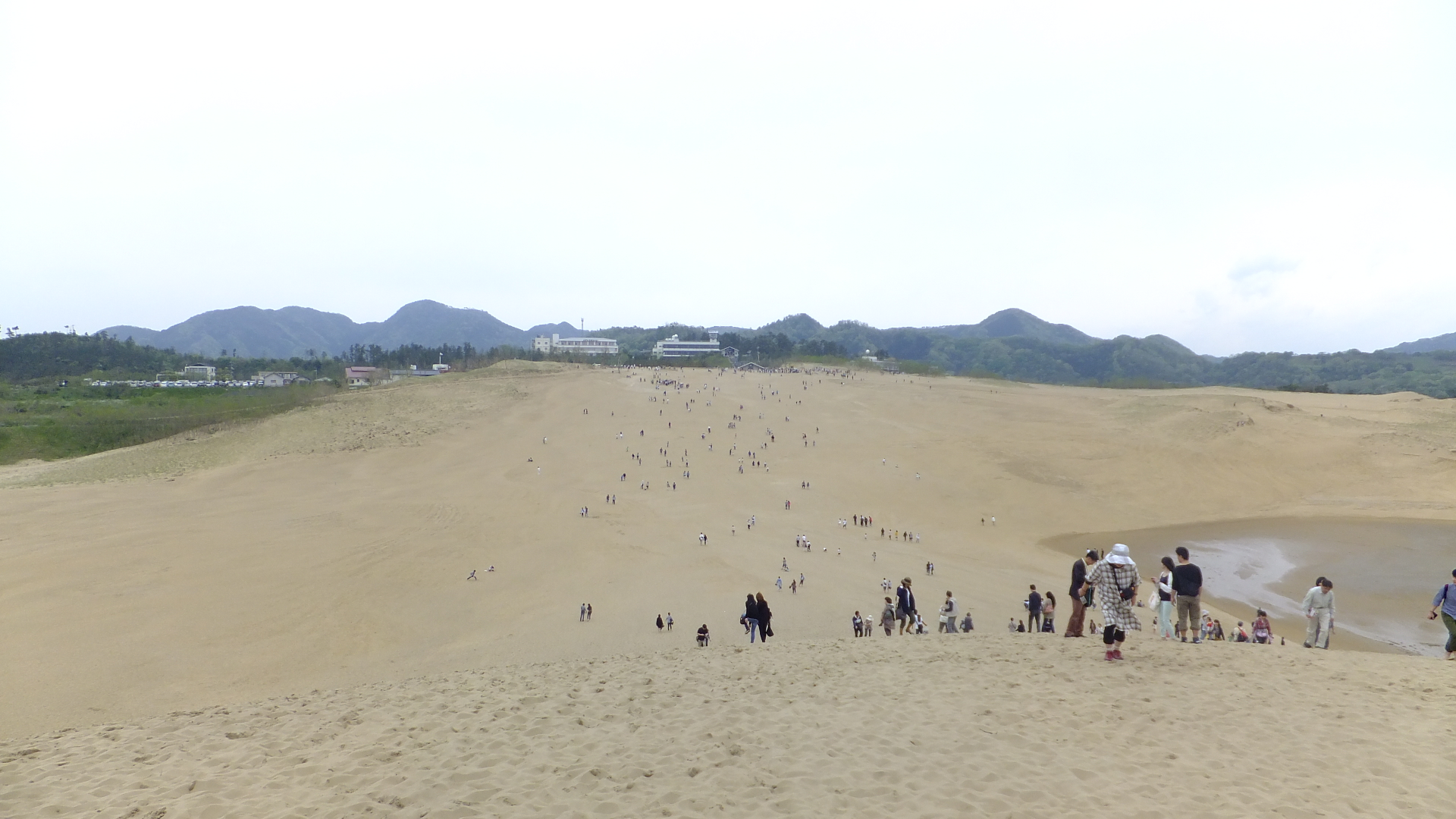
Die Tottori-Dünen

Neben der Universität Tottori gibt es Elektronik- und Metallwarenindustrie. Bekannt ist die Stadt auch noch für ihre Sanddünen im Osten, welche die größten in Japan sind.
Im Westen befindet sich der Koyama-See. Nahe der Sanddünen liegt zudem ein Sandmuseum in dem sich große aus Sand gefertigte Kunstwerke befinden. Zu den Museen der Stadt zählt zudem das Tottori-Präfekturmuseum. In der Nähe befinden sich die Ruinen der Burg Tottori.

## Verkehr

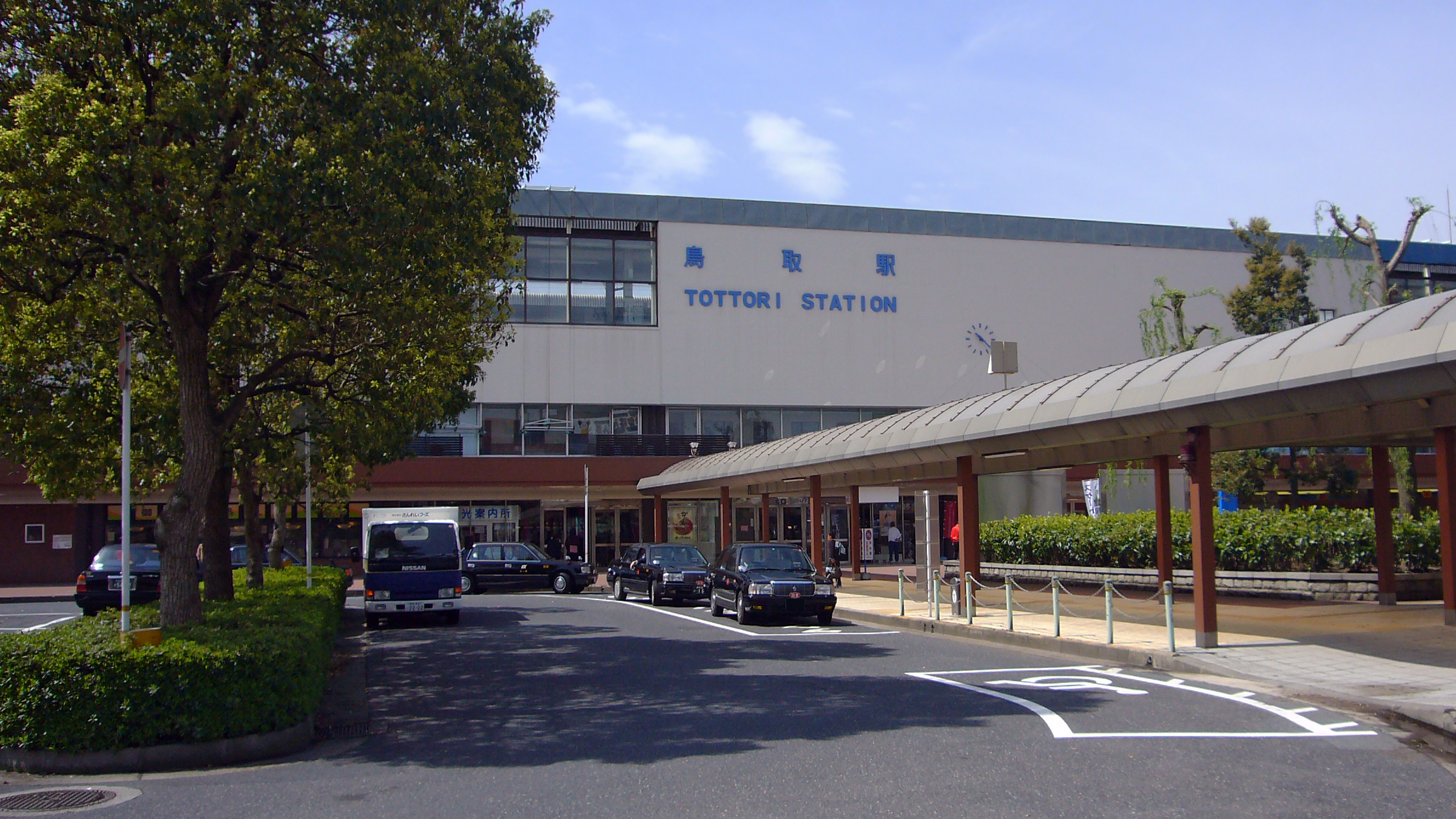
Bahnhof Tottori

- Flughafen Tottori
- Straße:
  - Nationalstraße 9
  - Nationalstraßen 29, 53, 373
- Zug:
  - JR Sanin-Hauptlinie
  - JR Inbi-Linie

## Söhne und Töchter der Stadt
- Kagawa Kageki (1768–1843), Tanka-Dichter
- Suga Tatehiko (1878–1963), Maler
- Ozaki Hōsai (1885–1926), Haiku-Dichter
- Jirō Taniguchi (1947–2017), Mangaka
- Masahiro Teshima (* 1958), Astroteilchenphysiker
- Shin Taniguchi (* 1969), Opernsänger (Bariton)

## Städtepartnerschaften

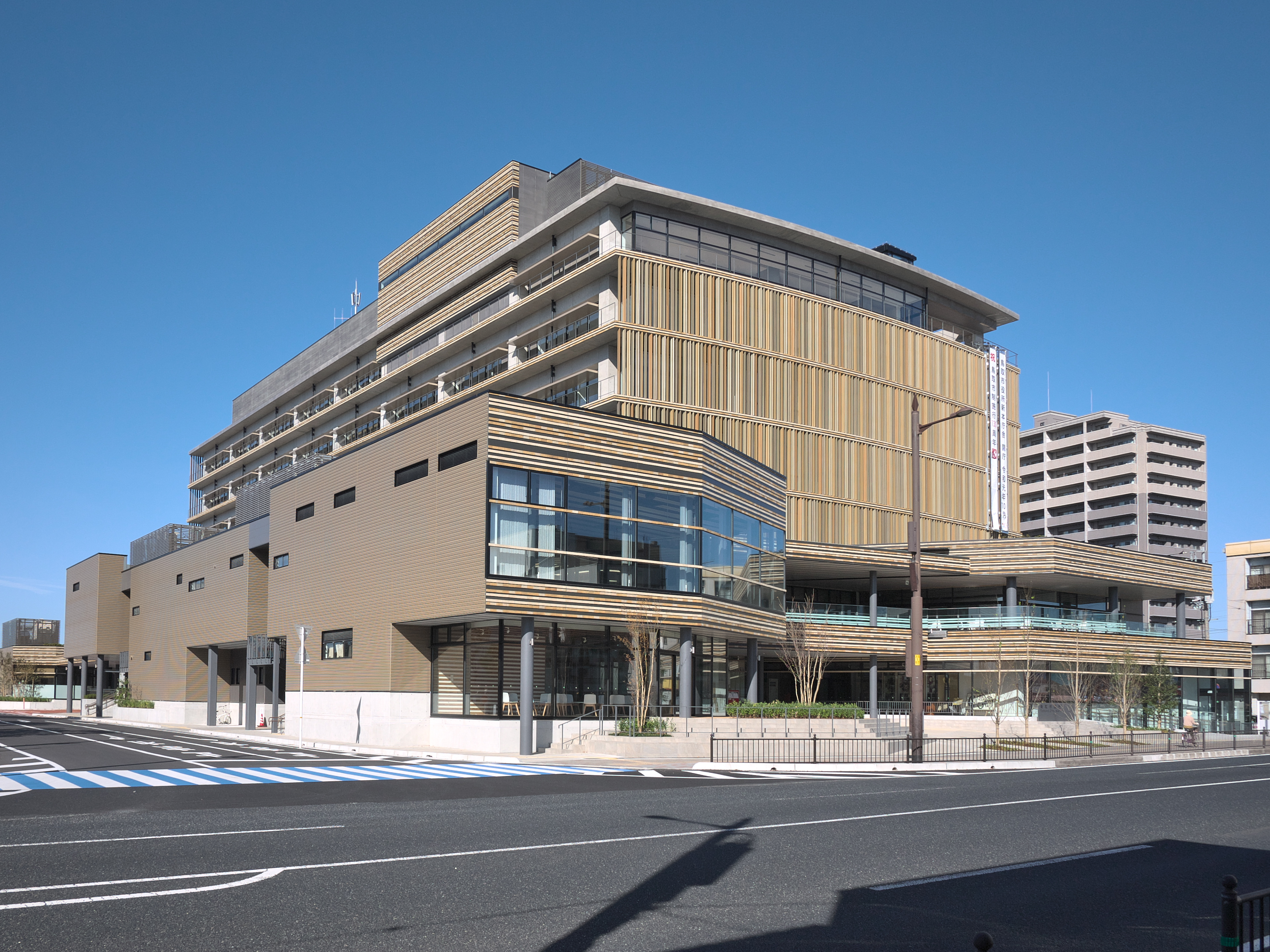
Rathaus von Tottori

- Kushiro, Japan (Hokkaidō) (seit 4. Oktober 1963)
- Himeji, Japan (Hyōgo) (seit 8. März 1972)
- Iwakuni, Japan (Yamaguchi) (seit 13. Oktober 1995)
- Hanau, Deutschland (Hessen) (seit 2001)
- Chongju, Südkorea (Chungchongbuk-Do)
- Taicang, China (Jiangsu) (seit 1995)

## Angrenzende Städte und Gemeinden
- Präfektur Tottori
  - Misasa
  - Yurihama
  - Chizu
  - Yazu
  - Iwami
- Präfektur Hyōgo
  - Shinonsen
- Präfektur Okayama
  - Tsuyama
  - Kagamino